# Халдійська, Херіанська і Керасунтська митрополія
Халдійська, Херіанська і Керасунтська митрополія (грец. Μητρόπολη Χαλδίας, Χεροιάνων και Κερασούντος) — історична митрополія Константинопольської православної церкви на території Туреччини. Єпархіальний центр — Гюмюшхане. Назва митрополії походить від грецьких назв історичної області Халдія (грец. Χαλδία) та міст Ширан (грец. Χεροίανα) і Гіресун (грец. Κερασούντος).
Митрополія охоплює території частин провінцій Гюмюшхане і Гіресун. Межує на півночі і сході з Трапезундською і Родопольською митрополіями, на півдні та заході — з Колонійською, на заході — з Неокесарійською митрополіями. На сході також межує з Феодосіопольською митрополією Антіохійської церкви.
Утворена бл. 840 року як Херіанська єпархія Трапезундської митрополії, в середині XVII ст. перетворена на архієпархію, а в 1767 році — на Халдійську і Херіанську митрополію (з центром в Аргіруполісі — сучасному Гюмюшхане). 12 грудня 1913 року приєднана частина Трапезундської митрополії з містом Гіресун, після чого назва змінена на сучасну. Християнське населення цієї території було виселене в 1923 році. Нині на території митрополії православних парафій немає.
Правлячий архієрей має титул митрополит Халдійський, Херіанський і Керасунтський, іпертим і екзарх Єленопонту. З 2000 року кафедра є вакантною.

## Архієреї митрополії
- Макарій (бл. 1520)
- Даниїл (бл. 1560)
- Теолепт (бл. 1610 — бл. 1624)
- Сильвестр I (бл. 1624—1653)
- Евфимій (1653 — після 1660)
- Герман (бл. 1667)
- Григорій I (до 1680—1683)
- Григорій II (1684—1694)
- Філофей (1694—1717)
- Ігнатій I (1717—1734)
- Ігнатій II (1734—1749)
- Паїсій (1749 — після 1755)
- Діонісій (до 1767—1783)
- Феофан (1783—1790)
- Софроній (Лазарідіс) (1790—1818)
- Сильвестр II (Лазарідіс) (1819—1830)
- Теофіл (Адісеос) (1830—1864)
- Гервасій (Сумелідіс) (1864—1905)
- Лаврентій (Пападопулос) (1905—1922)
- Василій (Комвопулос) (1922—1924, 1930)
- Кирило (Аксіотіс) (1943—1991)
- Спиридон (Папагеоргіу) (1999—2000)